# Claudio Monteverdi
Claudio Monteverdi, cuyo nombre completo era Claudio Giovanni Antonio Monteverdi (Cremona, bautizado el 15 de mayo de 1567 - Venecia, 29 de noviembre de 1643), fue un compositor, violagambista, cantante, director de coro y sacerdote italiano. Compuso tanto música secular como sacra y marcó la transición entre la tradición polifónica y madrigalista del siglo XVI y el nacimiento del drama lírico y de la ópera en el siglo XVII. Es una figura crucial en la transición entre la música del Renacimiento y del Barroco.
Nacido en Cremona, donde realizó sus primeros estudios musicales y composiciones, inició sus estudios de música con Marco Antonio Ingegnieri, maestro de capilla de la Catedral de Cremona, y a los 16 años publicó sus primeras obras. Desarrolló su carrera primero en la corte de Mantua (c. 1590-1613) y luego, hasta su muerte, en la República de Venecia. Sus cartas sobrevivientes dan una idea de la vida de un músico profesional en la Italia de la época, incluidos los problemas de ingresos, patrocinio y políticos.
Gran parte de la producción musical, incluidas muchas obras escénicas, se ha perdido. Su música sobreviviente incluye nueve colecciones de madrigales, en los que muestra su dominio de la técnica madrigalista; obras religiosas a gran escala, como su Vísperas de la beata Virgen de 1610, y tres óperas completas. En 1599, se casó con Claudia de Cataneis, que murió en 1607, y en ese mismo año se estrenó La fábula de Orfeo, su primer drama musical, considerada la primera ópera de la historia, tal y como se entiende hoy día. Su siguiente ópera L'Arianna (1608), cuya música se ha perdido, excepto el famoso «Lamento», consolidó su fama. 
En 1613, fue maestro de coro y director de la catedral de San Marcos de Venecia, ciudad en la que compuso la mayoría de su obra sacra. Para inaugurar el primer teatro de esta ciudad, compuso más óperas. En su música religiosa utilizó gran variedad de estilos, que iban desde la polifonía de su Misa de 1610 a la música vocal operística de gran virtuosismo y las composiciones corales antifonales de sus Vísperas de la beata Virgen, también de 1610. La obra Selva morale e spirituale, publicada en 1640, es un enorme compendio de música sacra. En 1637, compuso una nueva serie de óperas, de las cuales solo se conservan El regreso de Ulises a la patria (1641) y La coronación de Popea (1642).
Si bien trabajó extensamente en la tradición de la polifonía renacentista anterior, como lo demuestran sus madrigales, emprendió grandes desarrollos en forma y melodía y comenzó a emplear la técnica de bajo continuo, distintiva del Barroco. Combinó las escrituras homofónica y contrapuntística, donde utilizó libremente armonías y disonancias. No es ajeno a la controversia, defendió sus técnicas a veces novedosas como elementos de una seconda pratica, en contraste con el estilo anterior más ortodoxo que denominó prima pratica. En gran parte olvidadas durante el siglo XVIII y gran parte del siglo XIX, sus obras disfrutaron de un redescubrimiento a principios del siglo XX. Se le considera una influencia significativa en la historia musical europea y como compositor cuyas obras se interpretan y graban con regularidad.

## Biografía

### Contexto histórico: Italia en la época
Se describe generalmente a Monteverdi como un compositor «italiano», aunque en aquella época el concepto de «Italia» existía solo como una entidad geográfica. Aunque los habitantes de la península compartían mucho en común en términos de historia, cultura e idioma, en términos políticos la gente experimentó varias capas de autoridad y jurisdicción, en su mayoría extranjeras. En primera instancia, estaban sujetos a los gobernantes locales de sus Ciudades-Estado, familias poderosas como los Gonzaga y los Médici. Por encima de ellos estaban las potencias imperiales, en el siglo XVI principalmente España, y también la autoridad de los Habsburgo de Viena, en su papel de emperadores del Sacro Imperio, guardianes de la fe católica.

### Cremona: infancia y adolescencia (1567-1591)
Claudio Giovanni Antonio Monteverdi nació en Cremona y fue bautizado en la iglesia de SS Nazaro e Celso el 15 de mayo de 1567. En el registro aparece su nombre como «Claudio Zuan Antonio», hijo de «Messer Baldasar Mondeverdo». Su familia era humilde y fue el primer hijo del boticario Baldassare Monteverdi y su primera esposa Maddalena (de soltera, Zignani). Se habían casado a principios del año anterior. El hermano de Claudio, Giulio Cesare, también fue músico. Tuvo otros dos hermanos y dos hermanas del matrimonio de Baldassare con Maddalena y del matrimonio posterior de su padre en 1576 o 1577. Cremona estaba bajo la jurisdicción de Milán, una posesión española, por lo que Monteverdi técnicamente nació como sujeto español. Cremona estaba cerca de la frontera de la República de Venecia y no lejos de las tierras controladas por Mantua, en los dos Estados que Monteverdi más tarde realizó su carrera.
No hay un registro claro de su formación musical temprana, o evidencia de que, como a veces se afirma, fuera miembro del coro de la Catedral o que estudiara en la Universidad de Cremona. Su primera obra publicada, un conjunto de motetes tripartitos, Sacrae cantiunculae (Canciones sagradas) para tres voces, se publicó en Venecia en 1582, cuando tenía quince años. En esta, y en sus otras publicaciones iniciales, se describía a sí mismo como el alumno de Marco Antonio Ingegnieri, quien fue desde 1581 (y posiblemente desde 1576) hasta 1592 el maestro de capilla en la Catedral. El musicólogo Tim Carter deduce que Ingegneri «le dio una sólida base en contrapunto y composición», y que Monteverdi también habría estudiado interpretación de instrumentos de la familia del violín y canto.
Sus primeras publicaciones también dan prueba de sus conexiones más allá de Cremona, incluso en sus primeros años. Su segunda obra publicada, Madrigali spirituali (Madrigales espirituales, 1583), se imprimió en Brescia. Sus siguientes obras (sus primeras composiciones seculares publicadas) fueron conjuntos de madrigales de cinco partes, según su biógrafo Paolo Fabbri: «el campo de pruebas inevitable para cualquier compositor de la segunda mitad del siglo XVI … el género secular por excelencia». El primer libro de madrigales (Venecia, 1587) se lo dedicó al conde Marco Verità de Verona y el segundo (Venecia, 1590) al presidente del Senado de Milán, Giacomo Ricardi, para quien había tocado la viola da braccio en 1587.

### Mantua (1591-1613)

#### Músico de la corte
En 1590 o 1591, ingresó al servicio del duque Vicente I Gonzaga de Mantua. Recordó en la dedicatoria al duque de su tercer libro de madrigales (Venecia, 1592) que «el ejercicio más noble de la vivuola me abrió el camino afortunado a su servicio». En la misma, comparaba su interpretación instrumental con las «flores» y sus composiciones como «frutas», que a medida que maduran «pueden servirle de manera más digna y perfecta», indicando sus intenciones de establecerse como compositor. En la dedicatoria de su segundo libro de madrigales, Monteverdi se describió a sí mismo como un intérprete de la vivuola (que podría significar viola da gamba o viola da braccio).
El duque estaba ansioso por establecer su corte como centro musical y buscaba reclutar a músicos destacados. Cuando Monteverdi llegó a Mantua, el maestro de capilla en la corte era el músico flamenco Giaches de Wert. Otros músicos notables en la corte durante este período incluyeron al compositor y violinista Salomone Rossi, la hermana de Rossi, la cantante Madama Europa y Francesco Rasi. En 1599, se casó con la cantante de la corte Claudia de Cataneis, hija de un intérprete de viola, con la que tuvo dos hijos, Francesco (n. 1601), que fue músico como su padre, y Massimiliano (n. 1604), religioso carmelita, y una hija que murió poco después de nacer en 1603. El hermano de Monteverdi, Giulio Cesare, se unió a los músicos de la corte en 1602.
Cuando Wert murió en 1596, su puesto lo asumió Benedetto Pallavicino, pero el duque apreciaba claramente a Monteverdi, quien lo acompañó en sus campañas militares en Hungría (1595) y también en una visita a Flandes en 1599. Allí en la ciudad de Spa, su hermano Giulio Cesare le informó que se había encontrado, y traído de regreso a Italia, el canto alla francese. Monteverdi pudo haber sido miembro del séquito del duque en Florencia en 1600 para la boda de María de Médici y Enrique IV de Francia, en las celebraciones se estrenó Eurídice de Jacopo Peri (la ópera más antigua que se conserva). A la muerte de Pallavicino en 1601, Monteverdi fue confirmado como el nuevo maestro de capilla.

#### Controversia con Artusi yseconda pratica

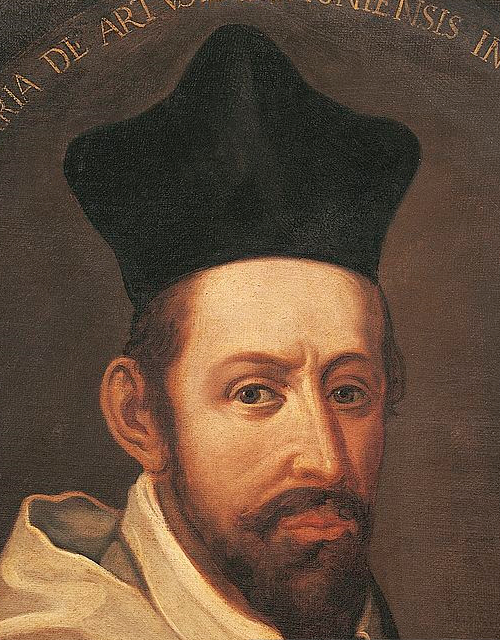
Giovanni Artusi criticó la música de Monteverdi, sin nombrarlo, en su ensayo L'Artusi, overo Delle imperfettioni della moderna musica de 1600.

A principios del siglo XVII, Monteverdi se encontró en el centro de la controversia musical. El influyente teórico boloñés Giovanni Artusi atacó su música, sin nombrar al compositor, en su ensayo L'Artusi, overo Delle imperfettioni della moderna musica (Artusi, o sobre las imperfecciones de la música moderna) de 1600, seguida de una secuela en 1603. Artusi citó extractos de las obras de Monteverdi aún no publicadas (luego formaron parte de sus libros cuarto y quinto de madrigales de 1603 y 1605) y condenaba su uso de la armonía y sus innovaciones en el uso de modos musicales, en comparación con la práctica polifónica ortodoxa del siglo XVI. Artusi intentó mantener correspondencia con Monteverdi sobre estos temas. El compositor se negó a responder, pero encontró un defensor en un seudónimo partidario, «L'Ottuso Academico» («El académico obtuso»). Finalmente, Monteverdi respondió en el prefacio al quinto libro de madrigales que sus deberes en la corte le impidieron una respuesta detallada, pero en una nota al «lector estudioso», afirmó que publicaría en breve una respuesta, Seconda pratica, overo Perfettione della Moderna Musica (El segundo estilo o perfección de la música moderna). Esta obra nunca apareció, pero una publicación posterior del hermano de Claudio, Giulio Cesare, dejó en claro que la seconda pratica que Monteverdi defendió no era vista por él como un cambio radical o su propia invención, sino que fue una evolución de estilos anteriores (prima pratica) que era complementaria a ellos. Monteverdi se defendió en un escrito publicado en 1607, en el que argumentaba que, mientras el estilo antiguo, que él denominaba prima pratica, era adecuado para la composición de música religiosa (y él así lo hizo durante muchos años), la seconda pratica, donde «las palabras son dueñas de la armonía, no esclavas», era más apropiada para los madrigales, composición en la que resultaba vital poder expresar las líneas emocionales del texto. Su gran logro como compositor de óperas fue combinar el cromatismo de la seconda pratica con el estilo monódico de la escritura vocal (una línea vocal florida con un bajo armónico simple) desarrollado por Jacopo Peri y Giulio Caccini.
En cualquier caso, este debate pareció elevar el perfil del compositor y dio lugar a reimpresiones de sus primeros libros de madrigales. Algunos de sus madrigales se publicaron en Copenhague en 1605 y 1606, y el poeta Tommaso Stigliani publicó un elogio de él en su poema de 1605 «O sirene de 'fiumi». El compositor de comedias madrigales y teórico Adriano Banchieri escribió en 1609: «No debo dejar de mencionar al más noble de los compositores, Monteverdi … sus cualidades expresivas realmente merecen la más alta recomendación y encontramos en ellas innumerables ejemplos de declamación incomparable … mejorados por armonías comparables». El historiador de la música moderna Massimo Ossi ha colocado el tema de Artusi en el contexto del desarrollo artístico de Monteverdi: «Si la controversia parece definir la posición histórica de Monteverdi, también parece haber sido sobre desarrollos estilísticos que en 1600 Monteverdi ya había superado».
La no aparición del tratado explicativo prometido de Monteverdi pudo haber sido una estratagema deliberada, ya que en 1608, según los cálculos de Monteverdi, Artusi se había reconciliado por completo con las tendencias modernas de la música y la seconda pratica ya estaba bien establecida. Monteverdi no tuvo necesidad de volver a examinar el tema. Por otro lado, las cartas a Giovanni Battista Doni de 1632 muestran que Monteverdi todavía estaba preparando una defensa de la seconda pratica, en un tratado titulado Melodia y puede que aún estuviera trabajando en esllo en el momento de su muerte, diez años después.

#### Ópera, conflicto y partida
En 1606, el heredero de Vincente I, Francisco IV, le encargó la ópera La fábula de Orfeo, con un libreto del funcionario de la corte del duque de Mantua Alessandro Striggio el Joven, para la temporada de Carnaval de 1607. Se realizaron dos actuaciones en febrero y marzo de ese año. Entre los cantantes estaba Rasi en el papel principal y que había cantado en la primera actuación de Eurídice presenciada por Vincente I en 1600. Fue su primer drama musical y marcó la transición al Barroco. Esta ópera representa tal vez la evolución más importante de la historia del género, imponiéndose como una forma culta de expresión musical y dramática. A través del hábil uso de las inflexiones vocales, Monteverdi intentó expresar toda la emoción contenida en el discurso del actor, alcanzando un lenguaje cromático de gran libertad armónica. La orquesta, muy ampliada, era utilizada no solo para acompañar a los cantantes, sino también para establecer los diferentes ambientes de las escenas. La partitura de Orfeo contiene catorce partes orquestales independientes. El público aplaudió esta ópera con gran entusiasmo y su siguiente ópera, L'Arianna (libreto de Ottavio Rinuccini), de 1608 y destinada a la celebración de la matrimonio de Francisco IV con Margarita de Saboya. Toda la música de esta ópera se perdió, excepto el «Lamento de Ariadna», que se hizo extremadamente popular. A este período también pertenece el ballet de entretenimiento Il ballo delle ingrate.
La tensión del arduo trabajo que Monteverdi había estado poniendo en estas y otras composiciones fue exacerbada por tragedias personales. Su esposa murió en septiembre de 1607 y la joven cantante Caterina Martinelli, destinada para el papel principal de Ariadna, murió de viruela en marzo de 1608. También se resintió por el tratamiento financiero cada vez más pobre que le daban los Gonzaga. Se retiró a Cremona en 1608 para recuperarse y escribió una amarga carta al ministro de Vincente I, Annibale Chieppio, en noviembre de ese año buscando (sin éxito) «un despido honorable». Aunque el duque aumentó su sueldo y su pensión, y Monteverdi regresó para continuar su trabajo en la corte, comenzó a buscar el patrocinio en otro lugar. Después de publicar su Vísperas de la beata Virgen en 1610, que estaban dedicadas al papa Paulo V, visitó Roma, aparentemente esperando colocar a su hijo Francesco en un seminario, pero parece que también buscando un empleo alternativo. En el mismo año, también pudo haber visitado Venecia, donde se estaba imprimiendo una gran colección de su música sacra, con una intención similar.
El duque Vincente I murió el 18 de febrero de 1612. Cuando Francisco IV lo sucedió, las intrigas judiciales y la reducción de costos llevaron al despido de Monteverdi y su hermano Giulio Cesare, quienes regresaron, casi sin dinero, a Cremona. A pesar de la propia muerte de Francisco IV por viruela en diciembre de 1612, Monteverdi no pudo volver a favorecer a su sucesor, su hermano, el cardenal Fernando I. En 1613, después de la muerte de Giulio Cesare Martinengo, el compositor audicionó para su puesto como maestro en la basílica de San Marcos en Venecia, para lo cual presentó música para una misa. Fue nombrado en agosto de 1613 y le dieron 50 ducados para sus gastos (los cuales le robaron, junto con sus otras pertenencias, unos bandoleros en Sanguinetto a su regreso a Cremona).

### Venecia (1613-1643)

#### Madurez (1613-1630)

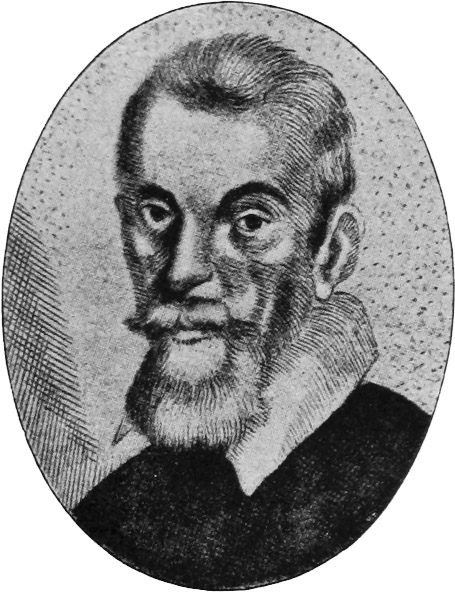
Claudio Monteverdi

Martinengo había estado enfermo durante algún tiempo antes de su muerte y había dejado la música de San Marcos en un estado frágil. Se había descuidado al coro e ignorado la administración. Cuando Monteverdi llegó para ocupar su puesto, su responsabilidad principal fue reclutar, entrenar, disciplinar y administrar a los músicos de San Marcos (la capella), quienes ascendían a unos 30 cantantes y seis instrumentistas. Los números podrían incrementarse para grandes eventos. Entre los reclutados para el coro estaba Francesco Cavalli, quien se unió en 1616 a la edad de 14 años. Mantuvo su contacto con San Marcos a lo largo de su vida y desarrolló una estrecha asociación con Monteverdi. Este también buscó expandir el repertorio, incluyendo no solo el repertorio tradicional a capela de compositores romanos y flamencos, sino también ejemplos del estilo moderno que él favoreció y que incluía el uso del bajo continuo y otros instrumentos. Aparte de esto, por supuesto, se esperaba que compusiera música para todas las fiestas principales de la iglesia. Esto incluía una nueva misa cada año para el Día de la Santa Cruz y Nochebuena, cantatas en honor al dogo veneciano y muchas otras obras (muchas de las cuales se perdieron). Monteverdi también era libre de obtener ingresos al proporcionar música para otras iglesias venecianas y para otros patrocinadores y con frecuencia se le encargaba proporcionar música para banquetes estatales. Los procuradores de San Marcos, de quienes era directamente responsable, mostraron su satisfacción con su trabajo en 1616 al aumentar su salario anual de 300 a 400 ducados.
La relativa libertad que le otorgó la República de Venecia, en comparación con los problemas de la política de la corte en Mantua, se refleja en sus cartas a Striggio, particularmente en su carta del 13 de marzo de 1620, cuando rechazó una invitación para regresar a Mantua, exaltando su presente posición y finanzas en Venecia, y en referencia a la pensión que Mantua aún le debía. Sin embargo, como ciudadano de Mantua, aceptó los encargos del nuevo duque Fernando, quien había renunciado formalmente a su cargo de cardenal en 1616 para asumir los deberes del estado. Estos incluyeron los balli Tirsi e Clori (1616) y Apollo (1620), una ópera Andrómeda (1620) y un intermedio Le nozze di Tetide, para el matrimonio de Fernando con Catalina de Médici (1617). La mayoría de estas composiciones se retrasaron mucho en la creación, en parte, como lo demuestra la correspondencia sobreviviente, por la falta de voluntad del compositor para priorizarlas, y en parte debido a los constantes cambios en los requisitos de la corte. Ahora se han perdido, aparte de Tirsi e Clori, que se incluyó en el séptimo libro de madrigales (publicado en 1619) y lo dedicó a la duquesa Catalina, por la cual el compositor recibió un collar de perlas de la duquesa. Completó un importante encargo posterior, la ópera La finta pazza Licori, con libreto de Giulio Strozzi, para Vincente II, quien sucedió a Fernando en el ducado en 1626. Debido a la enfermedad de este último (murió en 1627), nunca se realizó y también se perdió.

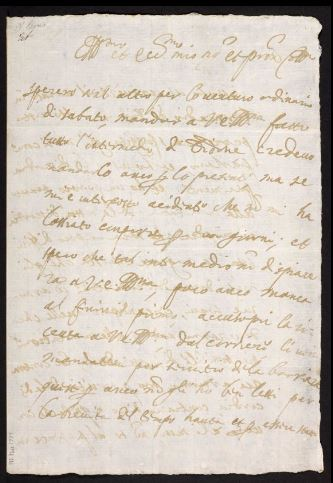
Carta de Monteverdi a Enzo Bentivoglio en Ferrara, 18 de septiembre de 1627, (British Library), discutiendo sobre el intermezzo, Didone ed Enea

También recibió encargos de otros estados italianos y de sus comunidades en Venecia. Estos incluyeron, para la comunidad milanesa en 1620, música para la fiesta de San Carlos Borromeo, y para la comunidad florentina una misa de réquiem para Cosme II de Médici (1621). Monteverdi actuó en nombre de Paolo Giordano II, duque de Bracciano, para organizar la publicación de obras del músico de Cremona Francesco Petratti. Entre los mecenas venecianos privados de Monteverdi se encontraba el noble Girolamo Mocenigo, en cuya casa se estrenó en 1624 el entretenimiento dramático Il combattimento di Tancredi e Clorinda basado en un episodio de Jerusalén liberada de Torquato Tasso. En 1627, recibió un importante encargo de Eduardo I Farnesio, duque de Parma, por una serie de obras y obtuvo la licencia de los procuradores para pasar tiempo allí durante 1627 y 1628.
La dirección musical de Monteverdi recibió la atención de visitantes extranjeros. El diplomático y músico neerlandés Constantijn Huygens, que asistía a un servicio de vísperas en la iglesia de las SS Giovanni e Lucia, escribió que «escuché la música más perfecta que había escuchado en mi vida. La dirigió el famosísimo Claudio Monteverdi … quien también era el compositor y estuvo acompañado por cuatro tiorbas, dos cornettos, dos fagotes, un basso de viola de gran tamaño, órganos y otros instrumentos …». Escribió una misa y proporcionó otro entretenimiento musical para la visita a Venecia en 1625 del príncipe heredero Vladislao IV de Polonia, que pudo haber buscado revivir los intentos realizados unos años antes para atraer al compositor a Varsovia. También proporcionó música de cámara para Wolfgang Guillermo, conde del Palatinado-Neoburgo, cuando este último estaba haciendo una visita de incógnito a Venecia en julio de 1625.
La correspondencia de Monteverdi en 1625 y 1626 con el cortesano de Mantua Ercole Marigliani revela un interés en la alquimia, que aparentemente el compositor había tomado como un pasatiempo. Analizaba los experimentos para transformar el plomo en oro, los problemas de obtener mercurio y mencionaba la puesta en servicio de recipientes especiales para sus experimentos en la fábrica de vidrio de Murano.
A pesar de su situación generalmente satisfactoria en Venecia, Monteverdi experimentaba problemas personales de vez en cuando. En una ocasión, probablemente debido a su amplia red de contactos, fue objeto de una denuncia anónima a las autoridades venecianas alegando que apoyaba a los Habsburgo. También estaba sujeto a preocupaciones por sus hijos. Su hijo Francesco, mientras estudiaba derecho en Padua en 1619, en opinión del compositor pasaba demasiado tiempo con la música y, por lo tanto, lo trasladó a la Universidad de Bolonia. Esto no tuvo el resultado esperado y parece que se resignó a que Francesco tuviera una carrera musical: se unió al coro de San Marcos en 1623. Su otro hijo Massimiliano, que se graduó en medicina, fue arrestado por la Inquisición en Mantua en 1627 por leer literatura prohibida. Monteverdi se vio obligado a vender el collar que había recibido de la duquesa Caterina para pagar la defensa (finalmente exitosa) de su hijo. Escribió en ese momento a Striggio buscando su ayuda y con temor de que Massimiliano pudiera ser sometido a tortura. Parece que la intervención de Striggio fue útil. Las preocupaciones económicas en este momento también lo llevaron a visitar Cremona para asegurarse una canonería de la iglesia.

#### Descanso (1630-1637)
Una serie de eventos inquietantes perturbaron el mundo de Monteverdi en el período alrededor de 1630. Los ejércitos de los Habsburgo invadieron Mantua en 1630, que sitiaron la ciudad afectada por la peste, y después de su caída en julio saquearon sus tesoros y dispersaron a la comunidad artística. La plaga llegó al aliado de Mantua, Venecia, por una embajada dirigida por el confidente de Monteverdi, Striggio, y durante un período de 16 meses causó más de 45 000 muertes y dejó a la población de Venecia en 1633 en poco más de 100 000 habitantes, el nivel más bajo durante unos 150 años. Entre las víctimas de la peste estaba el asistente de Monteverdi en San Marcos y un notable compositor por derecho propio, Alessandro Grandi. La plaga y las secuelas de la guerra tuvieron un efecto perjudicial inevitable en la economía y la vida artística de Venecia. Su hermano menor, Giulio Cesare, también murió en este momento, probablemente por la peste.
Para entonces, Monteverdi tenía sesenta años y su ritmo de composición parecía haber disminuido. Había escrito un arreglo de Proserpina rapita de Strozzi, que se perdió a excepción de un trío vocal, para una boda de Mocenigo en 1630 y produjo una misa para la liberación de la plaga de San Marcos que se interpretó en noviembre de 1631. Se publicó su conjunto de Scherzi musicali en Venecia en 1632. En 1631, lo admitieron en la tonsura y fue ordenado diácono, y más tarde sacerdote, en 1632. Aunque estas ceremonias tuvieron lugar en Venecia, fue nominado como miembro del clero de Cremona. Esto puede implicar que tuviera la intención de retirarse allí.

#### Últimos años (1637-1643)

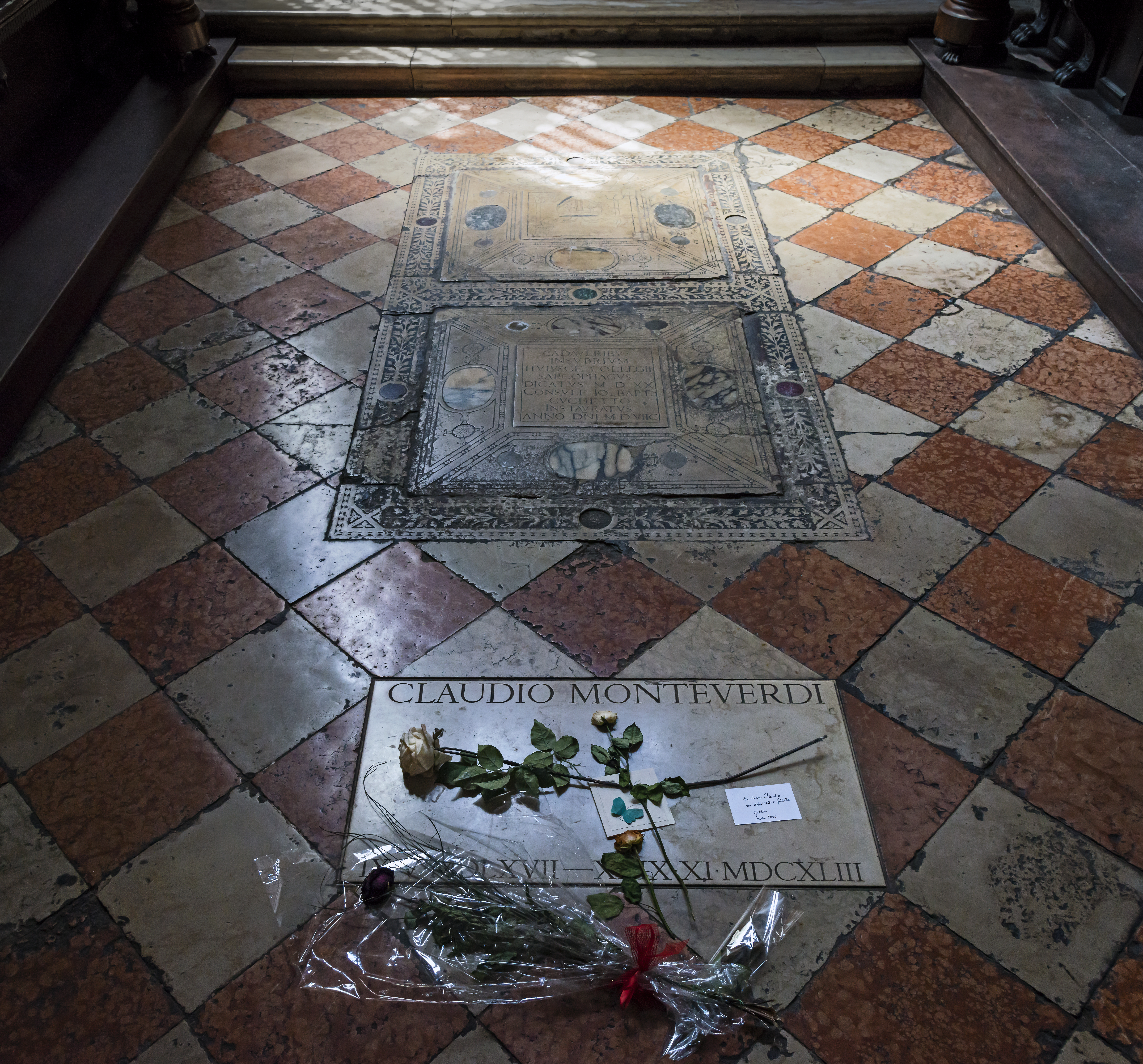
Tumba de Claudio Monteverdi en la Basílica de Santa María dei Frari (Venecia).

En 1637, se inauguró el Teatro San Cassiano, el primer teatro de ópera de Europa, lo que estimuló la vida musical de la ciudad y coincidió con una nueva explosión de la actividad del compositor. El año 1638 vio la publicación de su octavo libro de madrigales y una revisión del Il ballo delle ingrate. El octavo libro contiene un ballo, «Volgendi il ciel», que pudo haber compuesto el emperador Fernando III, a quien está dedicado el libro. En los años 1640-1641 se publicó Selva morale e spirituale, un enorme compendio de música sacra donde se vuelve a apreciar toda la gama de estilos que usaba Monteverdi. Entre otros encargos, escribió música en 1637 y 1638 para «Accademia degli Unisoni» de Strozzi en Venecia y en 1641 un ballet, La vittoria d'Amore, para la corte de Plasencia.
Todavía no estaba completamente libre de sus responsabilidades con los músicos de San Marcos. Escribió para quejarse de uno de sus cantantes a los procuradores, el 9 de junio de 1637: «Yo, Claudio Monteverdi … vengo humildemente … para exponerles cómo Domenicato Aldegati … un bajo, ayer por la mañana … en el momento de la mayor concurrencia de personas … pronunció estas palabras exactas … "El Director de Música proviene de una prole de bastardos feroces, un ladrón, jodido, cabrón … y me cago en él y quien lo protege … "».
La contribución de Monteverdi a la ópera en este periodo es notable. Revisó su ópera anterior L'Arianna en 1640 y escribió tres nuevas obras para la etapa comercial, El regreso de Ulises a la patria de ese mismo año, se realizó por primera vez en Bolonia con cantantes venecianos, Le nozze d'Enea e Lavinia (1641, música perdida), y La coronación de Popea (1643). La introducción al escenario impreso de Le nozze d'Enea, por un autor desconocido, reconoce que Monteverdi debe ser acreditado por el renacimiento de la música teatral y que «será visto en épocas posteriores, porque sus composiciones seguramente sobrevivirán a los estragos del tiempo». Estas obras, compuestas al final de su vida, contienen escenas de gran intensidad dramática donde la música refleja los pensamientos y las emociones de los personajes. Estas partituras han influido en muchos compositores posteriores y todavía se mantienen en el repertorio actual. 
En su última carta sobreviviente del 20 de agosto de 1643, Monteverdi, ya enfermo, todavía esperaba la solución de la pensión largamente disputada de Mantua y le pidió al dux de Venecia que interviniera en su nombre. Falleció el 29 de noviembre de 1643 en Venecia, después de hacer una breve visita a Cremona. Tras celebrarse simultáneamente solemnes exequias en la Catedral de San Marcos y en la Basílica de Santa María dei Frari, sus restos fueron enterrados en esta última. Dejó una extensa obra que influiría en toda la música posterior.

## Obra

### Antecedentes: del Renacimiento al Barroco
Existe un consenso entre los historiadores de la música de que un período que se extiende desde mediados del siglo XV hasta alrededor de 1625, caracterizado en la frase de Lewis Lockwood por «unidad sustancial de perspectiva y lenguaje», debe identificarse como el período de la «música del Renacimiento». La literatura musical también ha definido el período siguiente (que abarca música de aproximadamente 1580 a 1750) como la era de la «música barroca». Es en la superposición de estos períodos de finales del siglo XVI a comienzos del XVII que gran parte de la creatividad de Monteverdi floreció. Se destaca como una figura de transición entre el Renacimiento y el Barroco.
En la era del Renacimiento, la música se había desarrollado como una disciplina formal, una «ciencia pura de las relaciones», en palabras de Lockwood. En la época barroca, se convirtió en una forma de expresión estética, cada vez más utilizada para adornar celebraciones religiosas, sociales y festivas en las que, de acuerdo con el ideal de Platón, la música estaba subordinada al texto. El canto solista con acompañamiento instrumental, o monodia, adquirió una mayor importancia hacia finales del siglo XVI y reemplazó a la polifonía como el principal medio de expresión musical dramática. Este era el mundo cambiante en el que Monteverdi estaba activo. Percy Scholes en su The Oxford Companion to Music describe la «nueva música» así: «[Los compositores] descartaron la polifonía coral del estilo madrigal como bárbara y establecieron el diálogo o el soliloquio para voces individuales, imitando más o menos las inflexiones del discurso y acompañando la voz tocando simples acordes de apoyo. Los coros cortos estaban intercalados, pero también eran homofónicos en lugar de polifónicos».

### Composiciones
Las obras de Claudio Monteverdi se suelen clasificar de acuerdo con el catálogo Stattkus (Claudio Monteverdi: Verzeichnis der erhaltenen Werke), publicado en 1985 por el musicólogo alemán Manfred H. Stattkus. En 2007, se publicó una segunda edición, revisada y completada.

#### Madrigales
Ingegneri, el primer tutor de Monteverdi, era un maestro del estilo vocal de la musica reservata, que implicaba el uso de progresiones cromáticas y figuralismo. Sus primeras composiciones de Monteverdi se basaron en este estilo. Ingegneri era un compositor tradicional del Renacimiento, «algo así como un anacronismo», según Arnold, pero Monteverdi también estudió la obra de compositores más «modernos» como Luca Marenzio, Luzzasco Luzzaschi y, un poco más tarde, Giaches de Wert, de quien aprendería el arte de expresar la pasión. Era un estudiante precoz y productivo, como lo indican sus publicaciones juveniles de 1582-1583. Paul Ringer escribe que «estos esfuerzos de adolescente revelan una ambición palpable combinada con un dominio convincente del estilo contemporáneo», pero en esta etapa muestran la competencia de su creador en lugar de una originalidad sorprendente. Geoffrey Chew los clasifica como «no en la línea más moderna para el período», aceptables, pero desactualizados. Chew califica la colección Canzonette de 1584 mucho más que la juvenil anterior: «Estas breves piezas de tres voces se basan en el aireado y moderno estilo de las villanellas de Marenzio, [basándose en] un vocabulario sustancial de madrigalismos relacionados con el texto».
La forma de la canzonetta fue muy utilizada por los compositores de la época como un ejercicio técnico y es un elemento destacado en su primer libro de madrigales publicado en 1587. En este libro, los escenarios lúdicos y pastorales reflejan nuevamente el estilo de Marenzio, mientras que la influencia de Luzzaschi es evidente en el uso de disonancia. El segundo libro (1590) comienza con un escenario inspirado en Marenzio de un verso moderno, «Non si levav 'ancor» de Torquato Tasso, y concluye con un texto de 50 años antes: «Cantai un tempo» de Pietro Bembo. Monteverdi puso a este último a la música en un estilo arcaico que recuerda al fallecido Cipriano de Rore. Entre ellos está «Ecco mormorar l'onde», fuertemente influenciado por De Wert y aclamado por Chew como la gran obra maestra del segundo libro.
Un hilo común a lo largo de estas primeras obras es su uso de la técnica de imitatio, una práctica general entre los compositores de la época en la que el material de compositores anteriores o contemporáneos se utilizaba como modelo para su propia obra. Continuó utilizando este procedimiento mucho más allá de sus años de aprendiz, un factor que a los ojos de algunos críticos ha comprometido su reputación de originalidad.
Los primeros quince años de servicio de Monteverdi en Mantua están delimitados por sus publicaciones del tercer libro de madrigales en 1592 y los libros cuarto y quinto en 1603 y 1605. Entre 1592 y 1603 hizo contribuciones menores a otras antologías. Cuánto compuso en este período es una cuestión de conjeturas, ya que sus muchas obligaciones en la corte de Mantua pudieron limitar sus oportunidades, pero varios de los madrigales que publicó en los libros cuarto y quinto los escribió y se interpretaron durante la década de 1590, algunos de los cuales figuran de manera prominente en la controversia de Artusi.
El tercer libro muestra con fuerza la mayor influencia de Wert, en ese momento su superior directo como maestro de capilla en Mantua. Dos poetas dominan la colección: Tasso, cuya poesía lírica figuraba en un lugar destacado en el segundo libro, pero aquí se representa a través de los versos más épicos y heroicos de Jerusalén liberada, y Gian Battista Guarini, cuyos versos habían aparecido esporádicamente en las publicaciones anteriores de Monteverdi, pero forman alrededor de la mitad del contenido del tercer libro. La influencia de Wert se refleja en el enfoque francamente moderno de Monteverdi y sus configuraciones expresivas y cromáticas de los versos de Tasso. De los arreglos de Guarini, Chew escribe: «El estilo epigramático … coincide estrechamente con un ideal poético y musical de la época … [y] a menudo depende de progresiones cadenciales finales fuertes, con o sin la intensificación proporcionada por cadenas de disonancias suspendidas». Chew cita el escenario de «Stracciami pur il core» como «un excelente ejemplo de la práctica de disonancia irregular de Monteverdi». Tasso y Guarini fueron visitantes regulares a la corte de Mantua. La asociación del compositor con ellos y su absorción de sus ideas pudieron haberle ayudado a sentar las bases de su propio enfoque de los dramas musicales que creó una década más tarde.
A medida que avanzaba la década de 1590, Monteverdi se acercó a la forma que identificaría a su debido tiempo como la seconda pratica. Claude V. Palisca cita al madrigal «Ohimè, se tanto amate», publicado en el cuarto libro, pero escrito antes de 1600 y una de las obras atacadas por Artusi, como un ejemplo típico de los poderes de invención en desarrollo del compositor. En este madrigal, Monteverdi vuelve a apartarse de la práctica establecida en el uso de la disonancia, mediante un adorno vocal que Palisca describe como échappé. El uso atrevido de Monteverdi de este dispositivo es, según Palisca, «como un placer prohibido». En este y en otros escenarios, las imágenes del poeta eran supremas, incluso a expensas de la consistencia musical.
El cuarto libro incluye madrigales a los que Artusi se opuso por su «modernismo». Sin embargo, Ossi lo describe como «una antología de obras dispares firmemente arraigadas en el siglo XVI», de naturaleza más cercana al tercer libro que al quinto. Además de Tasso y Guarini, Monteverdi interpretó versos musicales de Rinuccini, Maurizio Moro («Sì ch'io vorrei morire») y Ridolfo Arlotti («Luci serene e chiare»). Hay evidencia de la familiaridad del compositor con las obras de Carlo Gesualdo y con compositores de la escuela de Ferrara como Luzzaschi. El libro se lo dedicó a una sociedad musical de Ferrara, la Accademici Intrepidi.
El quinto libro mira más al futuro. Por ejemplo, emplea el estilo concertato con bajo continuo (un dispositivo que se convertiría en una característica típica de la emergente era barroca) e incluye una sinfonía (interludio instrumental) en la pieza final. Presenta su música a través de contrapuntos complejos y armonías atrevidas, aunque a veces combina las posibilidades expresivas de la nueva música con la polifonía tradicional. Aquilino Coppini sacó gran parte de la música para su contrafacción sacra de 1608 de los libros tercero, cuarto y quinto de madrigales de Monteverdi. Al escribirle a un amigo en 1609, Coppini comentó que las piezas «requieren, durante su ejecución, descansos más flexibles y compases que no son estrictamente regulares, ahora avanzando o abandonándose a ralentizar […] En ellos hay una capacidad verdaderamente maravillosa para mover los afectos».

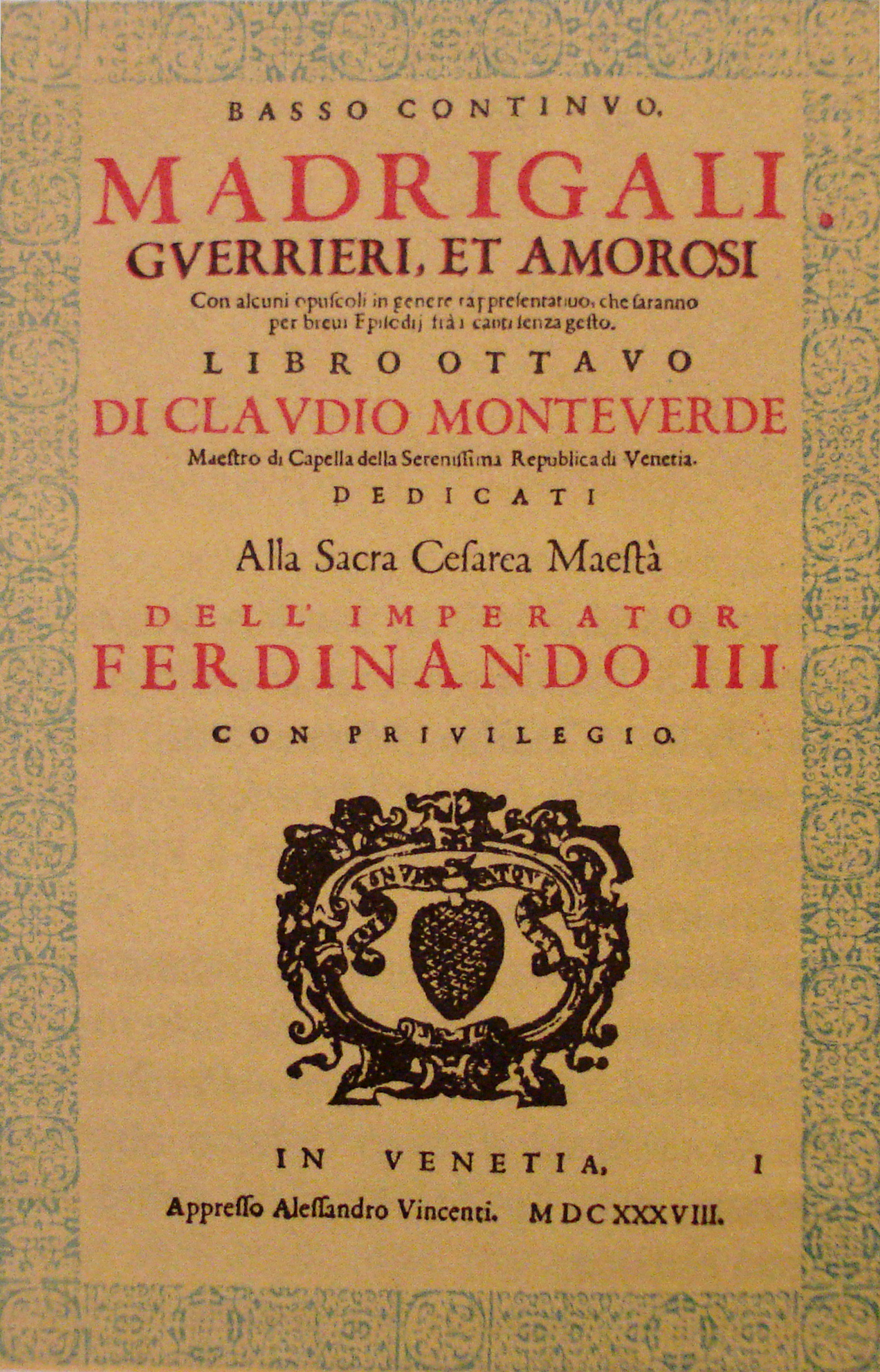
Portada de Madrigali guerrieri et amorosi, el octavo libro de madrigales de Monteverdi

Durante sus años en Venecia, publicó sus libros de madrigales sexto (1614), séptimo (1619) y octavo (1638). El sexto libro consiste en obras escritas antes de la partida del compositor de Mantua. Hans Redlich lo ve como una obra de transición, que contiene las últimas composiciones madrigales de Monteverdi a la manera de la prima pratica, junto con la música que es típica del nuevo estilo de expresión que había exhibido en las obras dramáticas de 1607-1608. El tema central de la colección es la pérdida. La obra más conocida es la versión de cinco voces del «Lamento d'Arianna», que, dice Massimo Ossi, da «una lección objetiva sobre la estrecha relación entre el recitativo monódico y el contrapunto». El libro contiene los primeros arreglos del compositor de versos de Giambattista Marino y dos arreglos de Petrarca que Ossi considera las piezas más extraordinarias en el volumen y que proporcionan algunos «momentos musicales impresionantes».
Mientras Monteverdi había mirado hacia atrás en el sexto libro, avanzó en el séptimo libro desde el concepto tradicional del madrigal y desde la monodia, a favor de los duetos de cámara. Hay excepciones, tales como las dos lettere amorose (cartas de amor) «Se i languidi miei sguardi» y «Se pur destina e vole», escritas para ser interpretadas genere rapresentativo, tanto interpretadas como cantadas. De los duetos que son las características principales del volumen, Chew destaca «Ohimé, dov'è il mio ben, dov'è il mio core», una romanesca en la que dos voces altas expresan disonancias por encima de un patrón repetitivo del bajo. El libro también contiene obras de conjunto a gran escala y el ballet Tirsi e Clori. Este fue el apogeo del «período Marino» de Monteverdi. Seis de las piezas del libro son escenarios de los versos del poeta. Como dice Carter, Monteverdi «abrazó los besos madrigalescos y las mordeduras de amor de Marino con … el entusiasmo típico de la época». Algunos comentaristas han opinado que el compositor debería haber tenido mejor gusto poético.
El octavo libro, subtitulado Madrigali guerrieri, et amorosi … se estructura en dos mitades simétricas, una para la «guerra» y otra para el «amor». Cada mitad comienza con una configuración de seis voces, seguida de una configuración de Petrarca a gran escala, luego una serie de duetos principalmente para voces de tenor, y concluye con un número teatral y un ballet final. La mitad de la «guerra» contiene varias piezas escritas como homenaje al emperador Fernando III, que había accedido al trono de los Habsburgo en 1637. Muchos de los poetas habituales de Monteverdi —Strozzi, Rinuccini, Tasso, Marino, Guarini— están representados en la composición.
Es difícil evaluar cuándo se compusieron muchas de las piezas, aunque el ballet Mascherata dell' ingrate, que termina el libro, data de 1608 y la celebración del matrimonio Gonzaga-Saboya. Il combattimento di Tancredi e Clorinda, pieza central de los escenarios de «guerra», se había escrito y representado en Venecia en 1624. En su publicación en el octavo libro, Monteverdi lo vinculó explícitamente con su concepto de géneros concitato (o stilo concitato, «estilo excitado») que «imitaría adecuadamente la expresión y los acentos de un hombre valiente que se dedica a la guerra» e implicaba que desde que había originado este estilo, otros habían comenzado a copiarlo. La obra empleó por primera vez instrucciones para el uso de acordes de cuerda pizzicato y también evocaciones de fanfarrias y otros sonidos de combate. El crítico Andrew Clements describe el octavo libro como «una declaración de principios artísticos y autoridad compositiva», en la que Monteverdi «formó y expandió la forma madrigal para acomodar lo que quería hacer … las piezas reunidas en el Libro Ocho forman un tesoro de lo que la música en la primera mitad del siglo XVII podría expresar».
El noveno libro póstumo de madrigales se publicó en 1651, una mezcla que data de principios de la década de 1630 y algunos artículos son repeticiones de piezas publicadas anteriormente, como el popular dúo «O sia tranquillo il mare» de 1638. El libro incluye un trío para tres sopranos, «Come dolce oggi l'auretta», que es la única música que sobrevive de la ópera perdida de 1630 Proserpina rapita.

#### Óperas
En los últimos cinco años de servicio de Monteverdi en Mantua, completó las óperas La fábula de Orfeo (1607) y L'Arianna (1608). Retuvo apegos emocionales y políticos a la corte de Mantua y escribió para ella, o se comprometió a escribir, grandes cantidades de música escénica, incluidas al menos cuatro óperas. El ballet Tirsi e Clori sobrevive a través de su inclusión en el séptimo libro de madrigales, pero el resto de la música dramática de Mantua se perdió. Muchos de los manuscritos perdidos pudieron haber desaparecido en las guerras que tuvieron lugar en Mantua en 1630. El aspecto más significativo de su pérdida, según Carter, es la medida en que podrían haber proporcionado enlaces musicales entre sus primeras óperas de Mantua y las que escribió en Venecia después de 1638: «Sin estos enlaces … es difícil para producir una descripción coherente de su desarrollo como compositor para el escenario». Del mismo modo, Janet Beat lamenta que la brecha de 30 años obstaculice el estudio de cómo se desarrolló la orquestación de ópera durante esos primeros años críticos.
Los últimos años de su vida estuvieron muy ocupados con la ópera para el escenario veneciano. Richard Taruskin, en su Oxford History of Western Music, le da a su capítulo sobre este tema el título «Ópera de Monteverdi a Monteverdi». Taruskin interpreta seriamente esta redacción, originalmente propuesta humorísticamente por el historiador musical italiano Nino Pirrotta, que indica que Monteverdi fue significativamente responsable de la transformación del género de la ópera de un entretenimiento privado de la nobleza (como con Orfeo en 1607), a lo que se convirtió en un género comercial importante, como lo ejemplifica su ópera La coronación de Popea (1643). Arnold considera a sus dos obras operísticas sobrevivientes de este período, El regreso de Ulises a la patria y La coronación de Popea, como las primeras óperas «modernas». El regreso es la primera ópera veneciana en partir de lo que Ellen Rosand llama «la pastoral mitológica». Sin embargo, David Johnson en The North American Review advierte al público que no espere una afinidad inmediata con Wolfgang Amadeus Mozart, Giuseppe Verdi o Giacomo Puccini: «Hay que someterse a un ritmo mucho más lento, a una concepción mucho más casta de la melodía, a una estilo de voz que al principio es simplemente como una declamación en seco y solo en audiencias repetidas comienza a asumir una elocuencia extraordinaria».
Según Carter, El regreso está claramente influenciado por sus obras anteriores. El lamento de Penélope en el Acto I tiene un carácter cercano al lamento de L'Arianna, mientras que los episodios marciales recuerdan Il combattimento. El stile concitato es prominente en las escenas de lucha y en el asesinato de los pretendientes de Penélope. En La coronación, el compositor representa estados de ánimo y situaciones mediante dispositivos musicales específicos: el triple metro representa el lenguaje del amor; los arpegios demuestran conflicto; el stile concitato representa rabia. Continúa el debate sobre cuánta de la música existente de La coronoción es original de Monteverdi y cuánta es obra de otros (hay, por ejemplo, rastros de música de Francesco Cavalli).

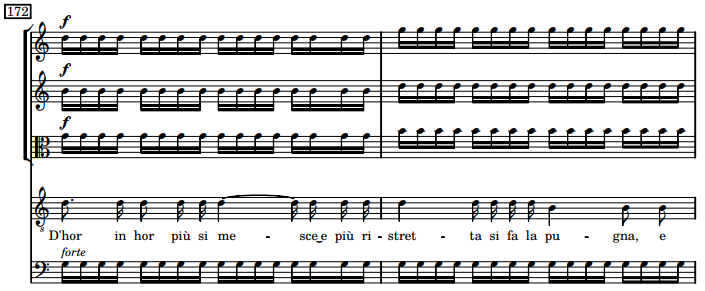
Ejemplo de stile concitato en el Combattimento.

#### Música sacra
Monteverdi escribió cantidad de música sacra, incluida la Messa in illo tempore (1610) y también la colección conocida como Vísperas de la beata Virgen, que a menudo se conoce como «Vísperas de Monteverdi» (1610). También publicó Scherzi musicale a tre voci (1607), escenarios de versos compuestos desde 1599 y dedicados al heredero de los Gonzaga, Francisco. El trío vocal en el Scherzi consta de dos sopranos y un bajo, acompañados de simples ritornellos instrumentales. Según Bowers, la música «reflejaba la modestia de los recursos del príncipe; sin embargo, fue la primera publicación en asociar voces e instrumentos de esta manera particular».
Durante el período de su residencia veneciana, compuso cantidades de música sacra. Numerosos motetes y otras obras cortas que editoriales locales como Giulio Cesare Bianchi (un exalumno suyo) y Lorenzo Calvi incluyeron en antologías y otras fueron publicadas en otros lugares de Italia y Austria. La gama de estilos en los motetes es amplia, desde simples arias estróficas con acompañamiento de cuerdas hasta declamaciones a gran escala con un final de aleluya.
Selva morale e spirituale de 1641 y el póstumo Messa et salmi publicado en 1650 (que fue editado por Cavalli), son selecciones de su música sacra que escribió para San Marcos durante su mandato de 30 años. Probablemente escribió mucho más, pero no fue publicado. El volumen de la Selva morale se inicia con una serie de escenarios madrigales sobre textos morales, que abordan temas como «la naturaleza transitoria del amor, el rango terrenal y el logro, incluso la existencia misma». Les sigue una misa en estilo conservador (stile antico), cuyo punto culminante es un «Gloria» extendido de siete voces. Los estudiosos creen que podría haberlo escrito para celebrar el fin de la plaga de 1631. El resto del volumen está compuesto por numerosos arreglos de salmos, dos magníficats y tres Salve Regina. El volumen Messa et salmi incluye una misa de stile antico para cuatro voces, un escenario polifónico del salmo «Laetatus Sum» y una versión de las Letanías lauretanas que Monteverdi había publicado originalmente en 1620.

#### Otras obras
Además de los libros madrigales, la única colección publicada del compositor durante su estancia en Venecia fue el volumen de Scherzi musicale en 1632. Por razones desconocidas, su nombre no aparece en la inscripción y la dedicatoria está firmada por el impresor veneciano Bartolemeo Magni. Carter supone que el Monteverdi recientemente ordenado sacerdote pudo haber deseado mantenerse alejado de esta colección secular. Mezcla canciones continuas estróficas para voz solista con obras más complejas que emplean variación continua sobre patrones de bajos repetidos. Chew selecciona la chacona para dos tenores, «Zefiro torna e di soavi accenti», como elemento destacado en la colección: «La gran parte de esta pieza consiste en repeticiones de un patrón de bajo que asegura la unidad tonal de un tipo simple, debido a que se enmarca como una cadencia simple en un tipo tonal sol mayor: a lo largo de estas repeticiones, se desarrollan variaciones ingeniosas en el virtuoso trabajo de paso».

## Legado

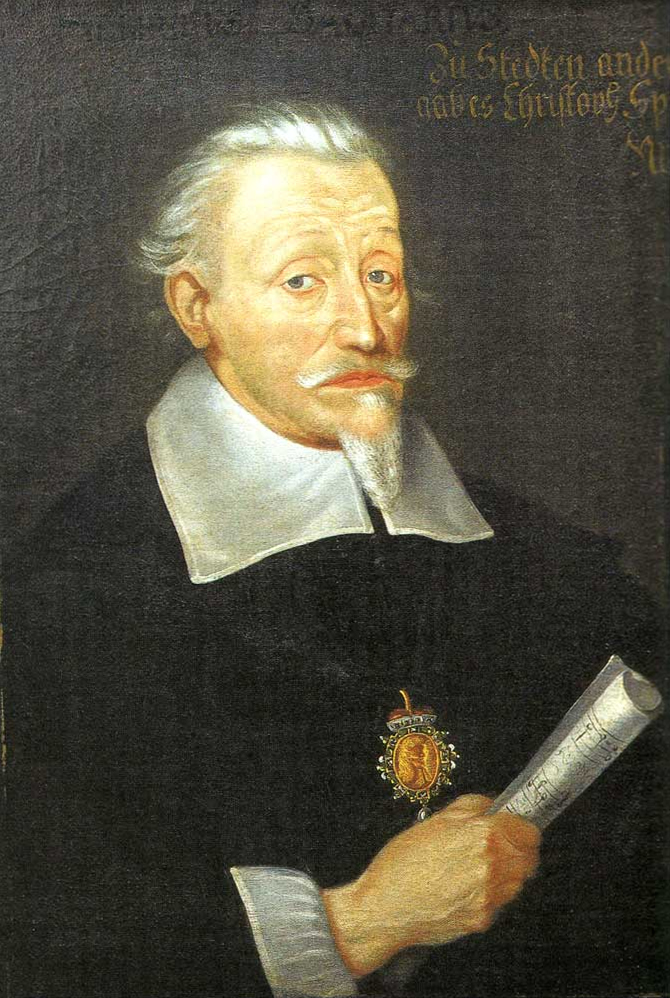
Heinrich Schütz tomó elementos del stile concitato.

En su vida, Monteverdi disfrutó de un estatus considerable entre los músicos y el público. Esto se evidencia por la escala de sus ritos funerarios: «[Con] pompa verdaderamente real, se erigió un catafalco en la Chiesa de Padrini Minori de Frari, decorado todo de luto, pero rodeado de tantas velas que la iglesia parecía un cielo nocturno luminoso con estrellas». Esta glorificación fue transitoria. Carter escribe que en aquella época, la música rara vez sobrevivía más allá de las circunstancias de su actuación inicial y era rápidamente olvidada junto con su creador. En este sentido, a Monteverdi le fue mejor que a la mayoría. Sus obras operísticas fueron reinterpretadas en varias ciudades en la década siguiente a su muerte. Según escribió Severo Bonini en 1651, cada hogar musical en Italia poseía una copia del «Lamento d'Arianna».
El compositor alemán Heinrich Schütz, que había estudiado en Venecia con Giovanni Gabrieli poco antes de la llegada de Monteverdi, poseía una copia de Il combattimento y él mismo tomó elementos del stile concitato. En su segunda visita a Venecia en 1628-1629, Arnold cree que Schütz absorbió los conceptos de bajo continuo y expresividad del establecimiento de palabras, pero opina que Schütz estuvo más directamente influido por el estilo de la generación más joven de compositores venecianos, incluido Grandi y Giovanni Rovetta (el sucesor de Monteverdi en San Marcos). Schütz publicó un primer libro de Symphoniae sacrae, arreglos de textos bíblicos en el estilo de la seconda pratica, en Venecia en 1629. Es steh Gott auf, de su Symphoniae sacrae II, publicado en Dresde en 1647, contiene citas específicas de Monteverdi.
Después de la década de 1650, el nombre de Monteverdi desapareció rápidamente de los relatos contemporáneos, su música fue generalmente olvidada, excepto el «Lamento», el prototipo de un género que perduraría hasta el siglo XVIII.

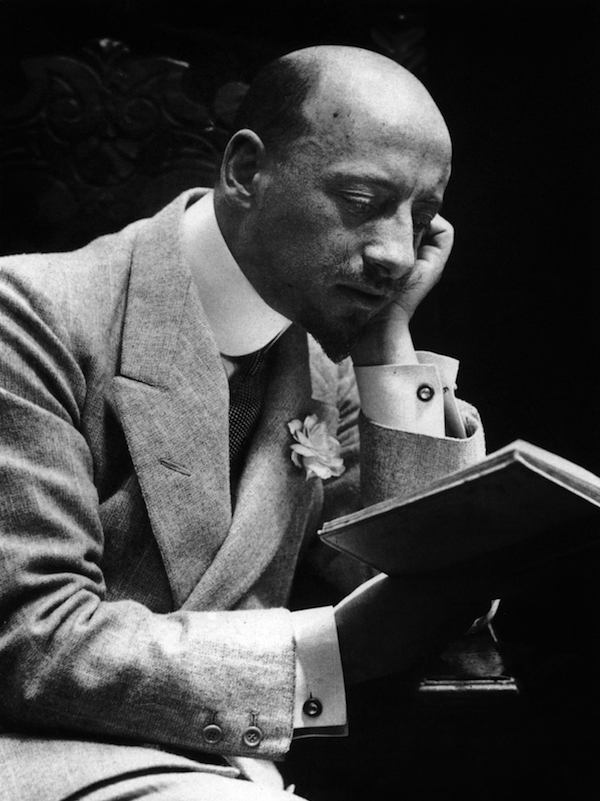
El escritor Gabriele D'Annunzio fue admirador de Monteverdi.

El interés en Monteverdi revivió a finales del siglo XVIII y principios del XIX entre los estudiosos de la música en Alemania e Italia, aunque todavía se lo consideraba esencialmente una curiosidad histórica. El mayor interés en su música comenzó en 1881, cuando Robert Eitner publicó una versión abreviada de la partitura de Orfeo. Alrededor de esa época, Kurt Vogel realizó las partituras de los madrigales a partir de los manuscritos originales, pero se mostró un interés más crítico en las óperas, tras el descubrimiento del manuscrito de La coronación en 1888 y el de El regreso en 1904. En gran parte a través de los esfuerzos de Vincent d'Indy, las tres óperas se representaron de una forma u otra, durante el primer cuarto del siglo XIX: La fábula de Orfeo en mayo de 1911, La coronación en febrero de 1913 y El regreso en mayo de 1925.
El poeta nacionalista italiano Gabriele D'Annunzio elogió a Monteverdi y en su novela Il fuoco (1900) escribió sobre «il divino Claudio … ¡qué alma heroica, puramente italiana en su esencia!». Su visión del compositor como el verdadero fundador del lirismo musical italiano fue adoptada por músicos que trabajaron con el régimen de Benito Mussolini (1922-1945), incluidos Francesco Malipiero, Luigi Dallapiccola y Mario Labroca, quienes contrastaron a Monteverdi con la decadencia de la música de Richard Strauss, Claude Debussy e Ígor Stravinski.
En los años posteriores a la Segunda Guerra Mundial, sus óperas comenzaron a presentarse en los principales teatros de ópera y finalmente se establecieron en el repertorio general. La recuperación de su música sacra tardó más. No se benefició del renacimiento de la música renacentista de la Iglesia católica en el siglo XIX de la manera en la que Giovanni Pierluigi da Palestrina lo hizo, tal vez, como sugiere Carter, porque Monteverdi era visto principalmente como un compositor secular. No fue sino hasta 1932 que las Vísperas de 1610 se publicaron en una edición moderna, seguida por la revisión de Redlich dos años después. Las ediciones modernas de los volúmenes de Selva morale y Missa e Salmi se publicaron respectivamente en 1940 y 1942.

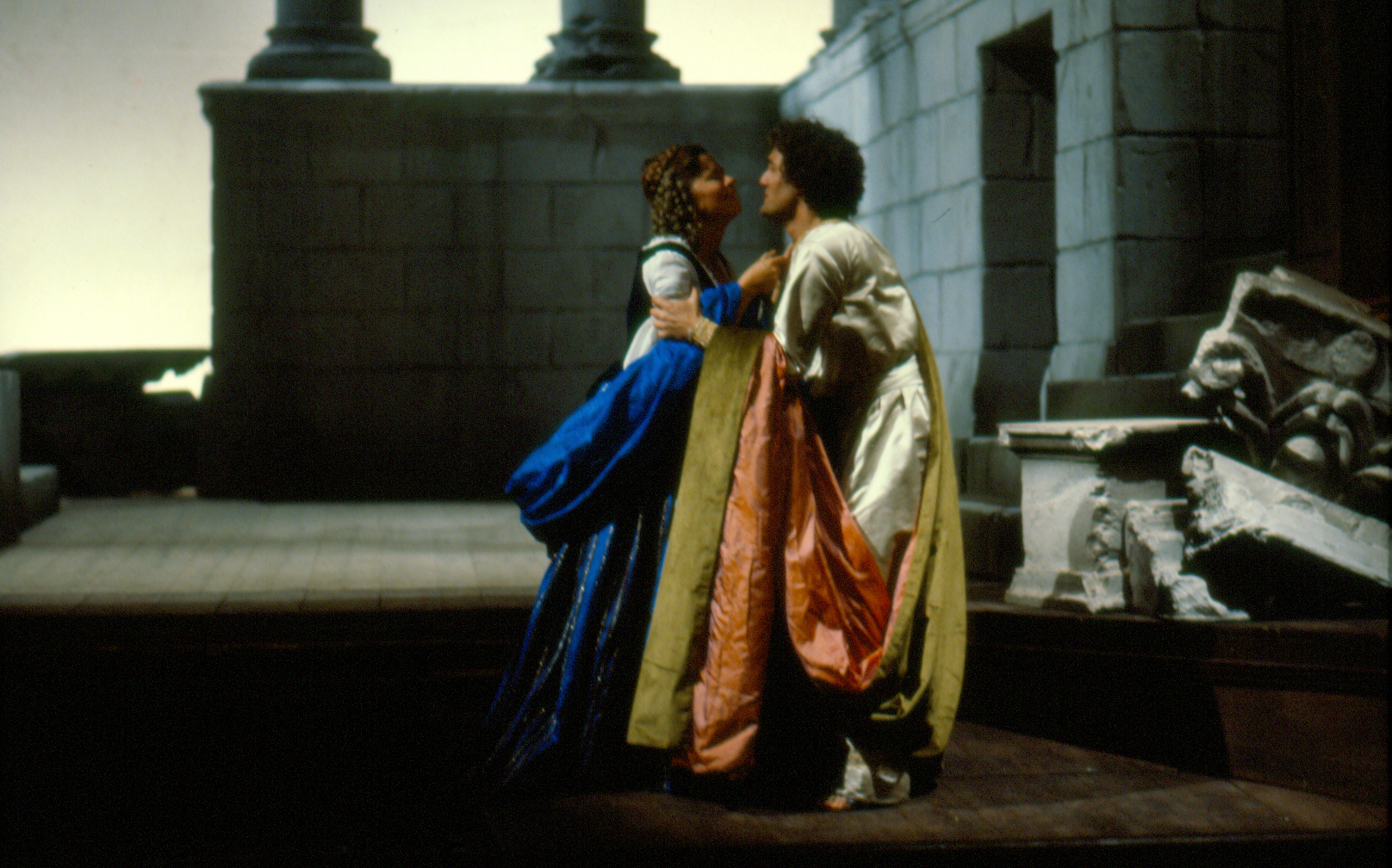
Producción de 1979 de La coronación de Popea en Spoleto

El resurgimiento del interés público en su música se aceleró en la segunda mitad del siglo XX, alcanzando un auge total en el resurgimiento general de la música antigua de la década de 1970, durante el cual el énfasis se volvió cada vez más hacia la actuación «auténtica» utilizando instrumentos históricos. La revista Gramophone señala más de 30 grabaciones de las Vísperas entre 1976 y 2011, y 27 de Il combattimento di Tancredi e Clorinda entre 1971 y 2013. Las óperas sobrevivientes de Monteverdi se representan hoy regularmente. El sitio web Operabase observa 555 representaciones de las óperas en 149 producciones en todo el mundo en las temporadas 2011-2016, clasificando a Monteverdi en el puesto 30 de todos los compositores y en el octavo para los compositores de ópera italianos. En 1985, Manfred H. Stattkus publicó un índice de las obras de Monteverdi, el Catálogo Stattkus (Stattkus-Verzeichnis), revisado en 2006, dando a cada composición un número «SV», para su catalogación y referencias.
Monteverdi es alabado por los críticos modernos como «el compositor más importante del Renacimiento tardío y de la Italia barroca temprana»; «uno de los principales compositores en la historia de la música occidental»; y, rutinariamente, como el primer gran compositor de ópera. Estas evaluaciones reflejan una perspectiva contemporánea, ya que su música era en gran parte desconocida para los compositores que lo siguieron durante un período extenso, que abarca más de dos siglos después de su muerte. Son, como han señalado Redlich y otros, los compositores de los siglos XX y XXI quienes lo han redescubierto y buscaron hacer de su música una base para la suya. Posiblemente, como sugiere Chew, se sienten atraídos por la reputación de Monteverdi como «un moderno, un rompedor de reglas, contra los Antiguos, aquellos que diferían a la autoridad antigua», aunque el compositor era, esencialmente, un pragmático, «mostrando lo que solo puede describirse como una disposición oportunista y ecléctica para usar lo que sea que esté a mano para ese propósito». En una carta fechada el 16 de octubre de 1633, Monteverdi parece respaldar su punto de vista como «moderno»: «Prefiero ser moderadamente elogiado por el nuevo estilo que elogiado por lo ordinario». Sin embargo, Chew, en su resumen final, ve al compositor históricamente como enfrentado en ambos sentidos, dispuesto a usar técnicas modernas, pero al mismo tiempo protector de su condición de compositor competente en el stile antico. Así, dice Chew, «su logro fue a la vez retrospectivo y progresivo». Monteverdi representa la era del Renacimiento tardío y al mismo tiempo resume gran parte del Barroco temprano. «Y en un aspecto en particular, su logro fue duradero: la proyección efectiva de las emociones humanas en la música, de una manera adecuada tanto para el teatro como para la música de cámara».